# Ishikawa Kaoru
Ishikawa Kaoru (jap. 石川 馨; * 13. Juli 1915, Tokio; † 16. April 1989) war ein japanischer Chemiker, der zahlreiche Qualitätswerkzeuge entwickelte, unter anderen das nach ihm benannte Ishikawa-Diagramm (1943). Er gilt als Vater der japanischen Qualitätskontrolle. Sein Vater Ishikawa Ichirō war der erste Präsident des Wirtschaftsverbandes Keidanren und sein jüngerer Bruder Ishikawa Rokurō der Präsident der Industrie- und Handelskammer.

## Leben
Ishikawa erwarb 1939 seinen Abschluss als Chemiker an der Universität Tokio und sammelte danach Berufserfahrung bei der Nissan Liquid Fuels Co., Ltd. bevor er als Technischer Spezial-Offizier in die japanische Marine eintrat. Bereits 1943 entwickelte er sein erstes Ursache-Wirkungs-Diagramm (Cause-and-Effect Diagram), auch bekannt als Fischgräten-Diagramm. Damit wurden Problemquellen von Materialien, Methoden, Maschinen und Menschen aufgespürt. Es bildet eines der sieben elementaren Qualitätswerkzeuge („Seven Tools of Quality“, auch Q7 abgekürzt.)
Ab 1949 wurde Ishikawa Mitglied der Japanese Union of Scientists and Engineers (JUSE) und arbeitete in deren Forschungsgruppe Qualitätssicherung mit, während er parallel an der Universität Tokio lehrte. Innerhalb dieses Zeitraums wurde 1962 offiziell der Qualitätssicherungs-Zirkel als gruppenorientiertes Konzept entwickelt und angewendet, das weltweit als Qualitätszirkel (Quality Circle) bekannt wurde.
Ishikawa gilt als Pionier der qualitätsbezogenen Aktivitäten in Japan, wo er zeitweilig Präsident der Japanese Union of Scientists and Engineers und Befürworter von Tätigkeiten zum Vorteil Japans besonders für das japanische Ministerium für internationalen Handel und Industrie (MITI) war.

## Company-Wide Quality Control
Angesichts einer zerstörten Industrie nach dem Zweiten Weltkrieg, einer Reputation für billige, minderwertige Waren und stark limitierter Ressourcen, beschloss Japan Ende der 1950er Jahre eine umfassende Qualitätsoffensive.
Daher stellte Ishikawa aufbauend auf den Arbeiten von William Edwards Deming, Joseph M. Juran und besonders Armand V. Feigenbaum das Company-Wide Quality Control (CWQC) als mitarbeiterbezogenes Konzept zur unternehmensweiten Qualitätsarbeit auf. Hier wurden sämtliche Mitarbeiter auf allen Hierarchieebenen einbezogen und sämtliche Tätigkeiten im Produktentstehungsprozess haben die Erfüllung der Kundenanforderungen zum Ziel.
Die zugrunde liegende Qualitätsphilosophie lässt sich zu folgenden Kernaussagen zusammenfassen:
- Qualität ist wichtiger als kurzfristiger Gewinn
- Kundenorientierung der Qualitätspolitik im gesamten Produktentstehungsprozeß
- Aufbau von Kunden-Lieferanten Beziehungen im gesamten Unternehmen
- Verwendung von Daten und Fakten mit Hilfe statistischer Methoden
- Berücksichtigung von humanitären und sozialen Gesichtspunkten
- Einbeziehung und Mitwirkung sämtlicher Mitarbeiter entlang der Management-Ebenen (strategische, taktische, operative Ebene)
- Einführung von Qualitätszirkeln auf allen Ebenen

Das Konzept baut maßgebend auf dem Total-Quality-Management auf, wobei der größte Unterschied in der starken Mitarbeiterorientierung liegt und Qualitätsaufgaben im gesamten Unternehmen und nicht auf spezielle Abteilungen verteilt werden. Ein wichtiges Element von CWQC sind daher Qualitätszirkel, Gruppen von 6–12 Mitarbeitern, die sich regelmäßig treffen, um Probleme in ihrem Arbeitsbereich zu lösen. Zunächst wurde CWQC im verarbeitenden Gewerbe eingeführt, fand dann aber in den 1970er-Jahren auch in anderen Branchen wie Bau, Bankwesen, Versicherungen, Einzelhandel, Gastgewerbe und Logistik Anwendung.

## Werke
- What Is Total Quality Control?: The Japanese Way. Prentice Hall, 1985, ISBN 0-13-952433-9.
- How to operate QC Circle Activities. Amer Society for Quality, 1985.
- Guide to Quality Control. Asian Productivity Organization, 1986, ISBN 92-833-1035-7.